# Penna San Giovanni
Penna San Giovanni (La Penna in dialetto fermano e maceratese) è un comune italiano di 911 abitanti della provincia di Macerata nelle Marche.
(Giuseppe Colucci, Delle Antichità Picene, Tomo XXX, p. 5)
La sua collocazione, le vedute, l'aria salubre e le preziose opere architettoniche, quale il settecentesco e interamente ligneo Teatro Comunale, fanno di questo comune una perla della antica Marca Fermana.

## Geografia fisica
Si eleva a 630 m s.l.m. ubicato a ridosso di uno sperone roccioso tra le valli dei fiumi Salino e Tennacola. Circondato da una campagna di alta collina, domina il territorio dalla catena dei Monti Sibillini alla costa Adriatica.

### Territorio e clima
Lo storico pennese Giuseppe Colucci (1752-1809) così descrisse la topografia del luogo:
L’incasato che ora compone il paese si stende in lungo da ponente a levante, (…) poiché inclina verso il mezzodì, e a ponente vi rimane il riparo del monte, questo rigore è molto temperato, e il freddo non è punto più sensibile che in altre parti di quelle vicinanze, mentre l’aria è la più purgata, e più pura, e insieme molto grata, e gioconda la vita.
In prospetto, come dissi, si vede il mare, e per un tratto sì lungo quanto ne intercede fra il monte di Ancona, e le foci del Tronto. A tramontana si scopre come in un vago teatro una infinità di paesi, i quali essendo alcuni grandi, e altri piccoli, parte in alto, e parte in basso, tutti insieme veduti a un colpo d’occhio col resto di tanti campi, e colline amene, e verdeggianti di erbe e di piante, formano il più vago prospetto che mai si possa ideare. Da ponente vi sono in vero gli alti, e nevosi Appennini, e ne continua la catena fino al mezzogiorno.»

## Toponomastica

### Il nome di Penna
Il nome Penna, secondo gli etimologisti, non proviene dal latino, né dal linguaggio dei Goti, o di altri invasori dell’Italia. È da preferire infatti l’etimologia celtica, secondo cui Penna indica un luogo posto su di un’altura scoscesa. Prova ne è il nome stesso dei Monti Appennini e quello del Jupiter Poeninus, nume notissimo idolatrato sulle Alpi.
Dalla necessità di distinguere questo luogo da altri con lo stesso nome si decise di intitolarlo a San Giovanni Battista al quale, fin da tempi remoti, venne dedicato un primo tempio eretto sul monte. E siccome Penna equivaleva allo stesso significato di Monte, non è infrequente che nei documenti antichi si alternassero i nomi di Penna e di Mons S. Johannis.

## Storia

### Il periodo romano
Per quanto non si abbiano informazioni dirette circa il periodo romano, è da supporre che il territorio di Penna San Giovanni fosse compreso nella Colonia Faleriense, il cui centro si trovava a pochi chilometri da Penna. 

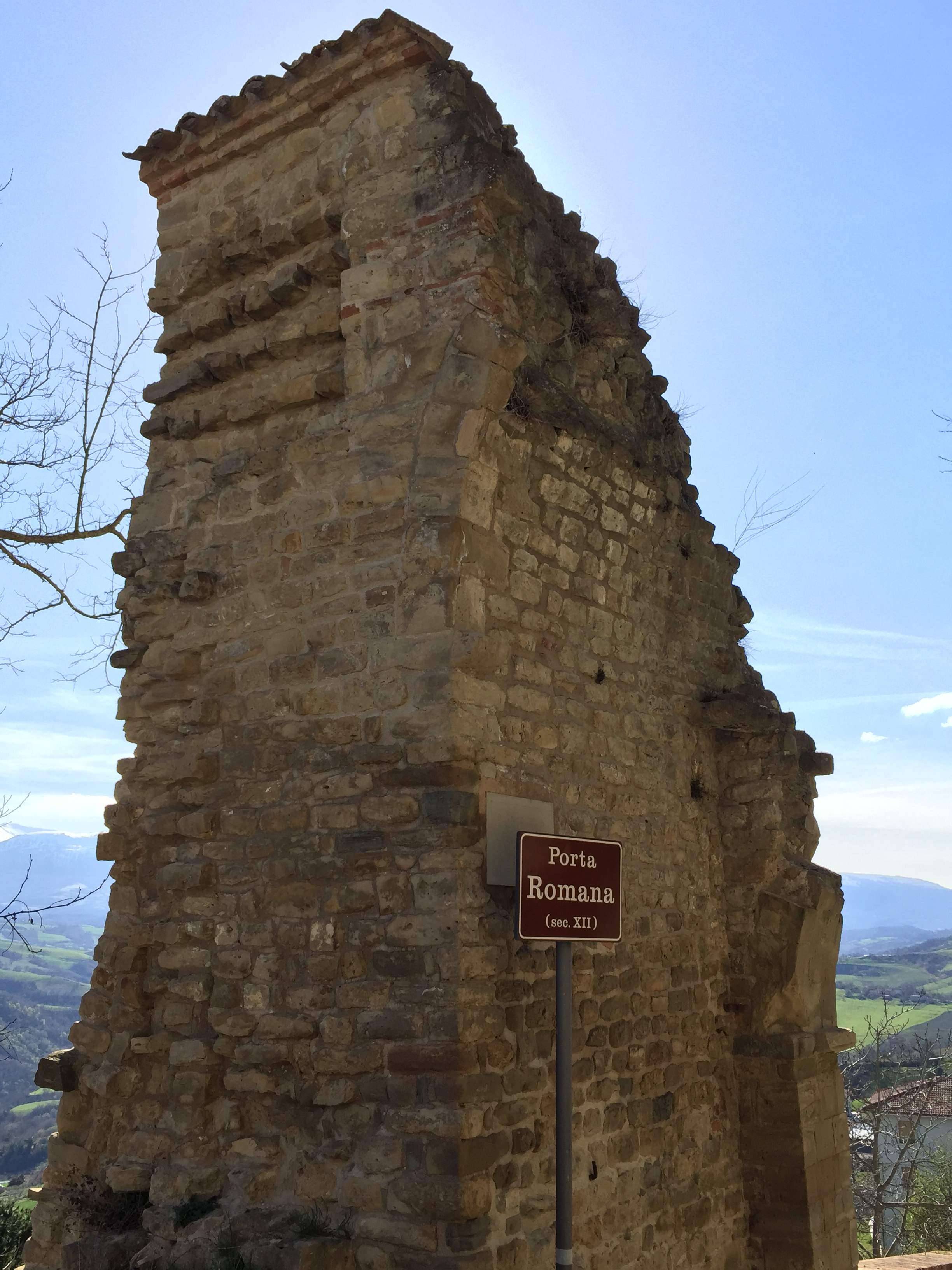
Penna San Giovanni, resti della Porta Romana, sec. XII

Prova ne è un'iscrizione romana, incastonata nella facciata della chiesa di Sant'Antonio Abate in cui si legge: C. SILLIVS. C. / L. PRINCEPS / HIC REQVIESCIT / NOBILIS / DE SVO POSVIT. Alla famiglia Sillia, che aveva residenza a Falerone, si faceva dunque riferimento nella lapide di un liberto, o servo, chiamato Nobile e tumulato, appunto, a Penna San Giovanni.

### Il periodo altomedievale
Sebbene la storia documentata di Penna San Giovanni sia da far incominciare nel 1248, anno in cui i feudatari del castrum cedettero la loro signoria alla cittadinanza pennese che contestualmente si costituì in comune, è possibile definire delle ipotesi attendibili circa gli assetti politico-amministrativi dell'area.
Lo storico locale Delio Pacini associa a questo luogo la figura del Conte Mainardo, capostipite di diverse famiglie aristocratiche dell’area, il quale, in un atto del 1012 attualmente depositato presso l’Archivio comunale di Sarnano, viene denominato Mainardus Comes de Monte Sancti Ioannis, ossia Mainardo Conte di Monte San Giovanni. Il Pacini identifica il luogo cui si riferisce questo predicato con il feudo di Morrone. Di tale toponimo, che probabilmente in antichità indicava Penna stessa o una porzione di suo territorio estremamente rilevante, resta memoria nella attuale contrada pennese, il Morrone ai confini con il comune di Gualdo.
Il Conte Mainardo detenne vasti territori tra l’Aso e il Tenna e tra il Tenna e il Tennacola fino ai Monti Sibillini. Alcuni dei suoi discendenti – tra questi i capostipiti di alcune fra le famiglie più antiche e potenti della zona (ad esempio i Brunforte) – permasero in Penna San Giovanni come conti e signori feudali.

### La fine della signoria

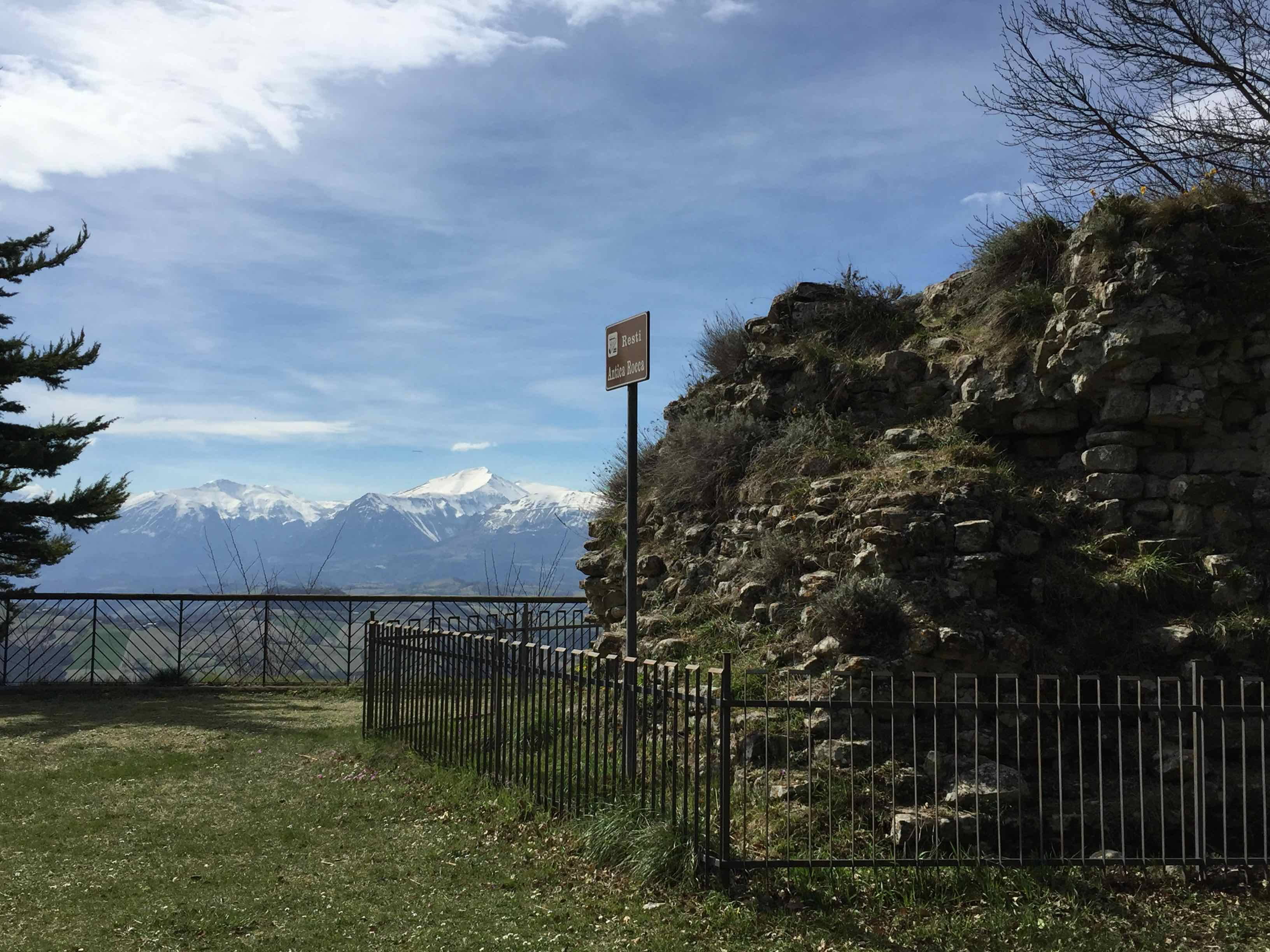
Parco Monte. I resti della antica rocca di Penna San Giovanni e i Monti Sibillini sullo sfondo

Dei Signori che dominarono su Penna San Giovanni sappiamo che, agli scorci del secolo XII, due fratelli, i conti Aldobrandino e Subberardo, figli a loro volta del conte Berardo (o Bernardo), detenevano il potere feudale. Le loro famiglie poi si diramarono; tanto è vero che nel 1248 i nobili firmatari dell'atto costitutivo del comune di Penna San Giovanni furono circa dieci.
Tale atto, stipulato il 24 maggio 1248, faceva seguito a un altro patto definito in precedenza con Mainardino di Paganello di Subberardo, e con Guglielmo figlio di Giovanni del Conte Aldobrandino. Vi si sanciva la libertà della comunità di eleggersi liberamente il giudice, il notaio, i massari, il consiglio e tutti gli altri ufficiali necessari, e di farsi leggi e statuti con cui regolarsi. Ai nobili che rinunciavano ai diritti feudali rimaneva l’onore di proteggere la nascente comunità in ogni occorrenza, e di esserne podestà per venti anni. I nobili rinunciarono inoltre alla proprietà del Girone, ossia del luogo in cui sorgeva il loro castello, promisero di abbassare le loro torri e case e di sottomettersi come tutti gli altri cittadini alle leggi del nascente comune.

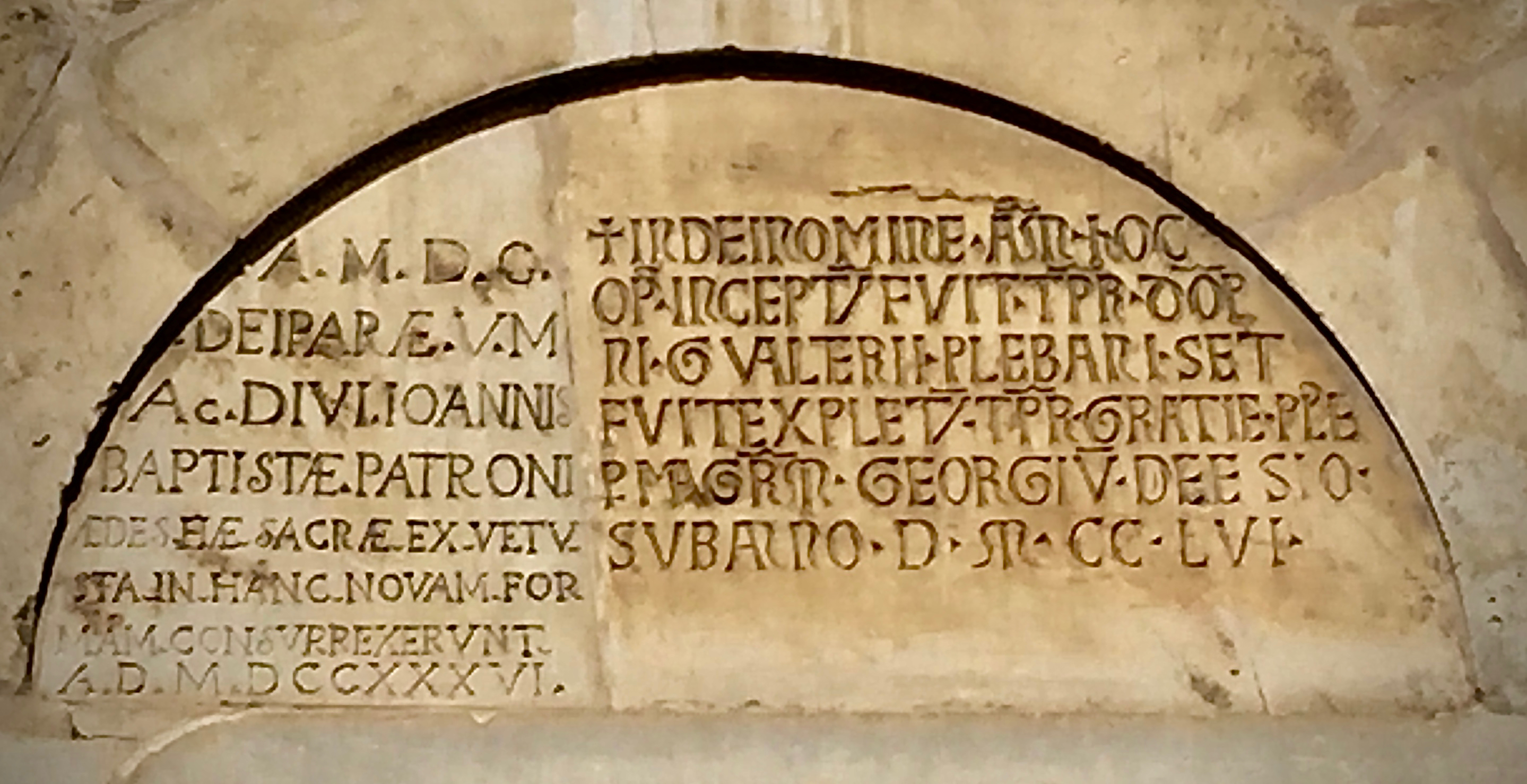
Pieve di San Giovanni Battista, iscrizione del 1256 incastonata nel portale che commemora la costruzione della stessa: In nomine Domini Amen. Hoc opus inceptum fuit tempore D. Gualtieri plebani et expletum tempore D. Gratie plebani per magistrum Georgium de esio sub A.D. MCCLVI.

Stipulati che furono i primi atti, la comunità pennese si sottomise a Fermo, di cui ottenne la cittadinanza, e di conseguenza alla Santa Sede: i rappresentanti del neocostituito Comune inoltre, schierandosi con Fermo, manifestarono la loro alleanza con il partito guelfo. Ciò portò, nel 1252, a un accordo attraverso il quale la comunità ottenne dai nobili, rappresentati da Monalduccio di Paganello, il dominio sulla rocca e sulle fortificazioni.
Nella seconda metà del secolo XIII, quando la Santa Sede chiese alla "repubblica pennese" di ricevere in cessione la rocca e la cinta muraria, che i residenti avrebbero comunque mantenuto nella quotidiana custodia, il ceto nobiliare avanzò sonore rimostranze. Di contro al consenso popolare, favorevole alla richiesta, l'aristocrazia pennese prese a pretesto la mancata osservanza di alcune condizioni siglate nel patto del 1248 per giustificare le proprie resistenze alle istanze guelfe e defezionare nelle file dell'imperatore di Sicilia Manfredi, figlio di Federico II e aperto nemico della Chiesa. Manfredi si pose a capo delle forze ghibelline, cui i nobili locali aderivano, e tentò di far propria Penna San Giovanni. Accadde allora che il popolo, pur di non consegnare la cittadina intonsa alle forze nemiche del Papa, mettesse a ferro e fuoco molte delle case che pure aveva in abitazione e devastasse la rocca. E se questo suscitò in un primo momento le perplessità dello Stato Pontificio, cui il castello fortificato era andato in proprietà, subito il legato della Marca Cardinal Paltiniero riferì le debite spiegazioni al Papa.
Deceduto lo scomunicato Manfredi nel 1266 nella guerra contro Carlo d'Angiò, il partito nobiliare circa un decennio più tardi una sortita per occupare il castello riedificato. Giovannuccio della Penna con Rinaldo di Brunforte, lontani parenti, capeggiarono l'assalto, respinto ancora una volta dal popolo guidato da uomini di carica pubblica.

### La dominazione dei Da Varano

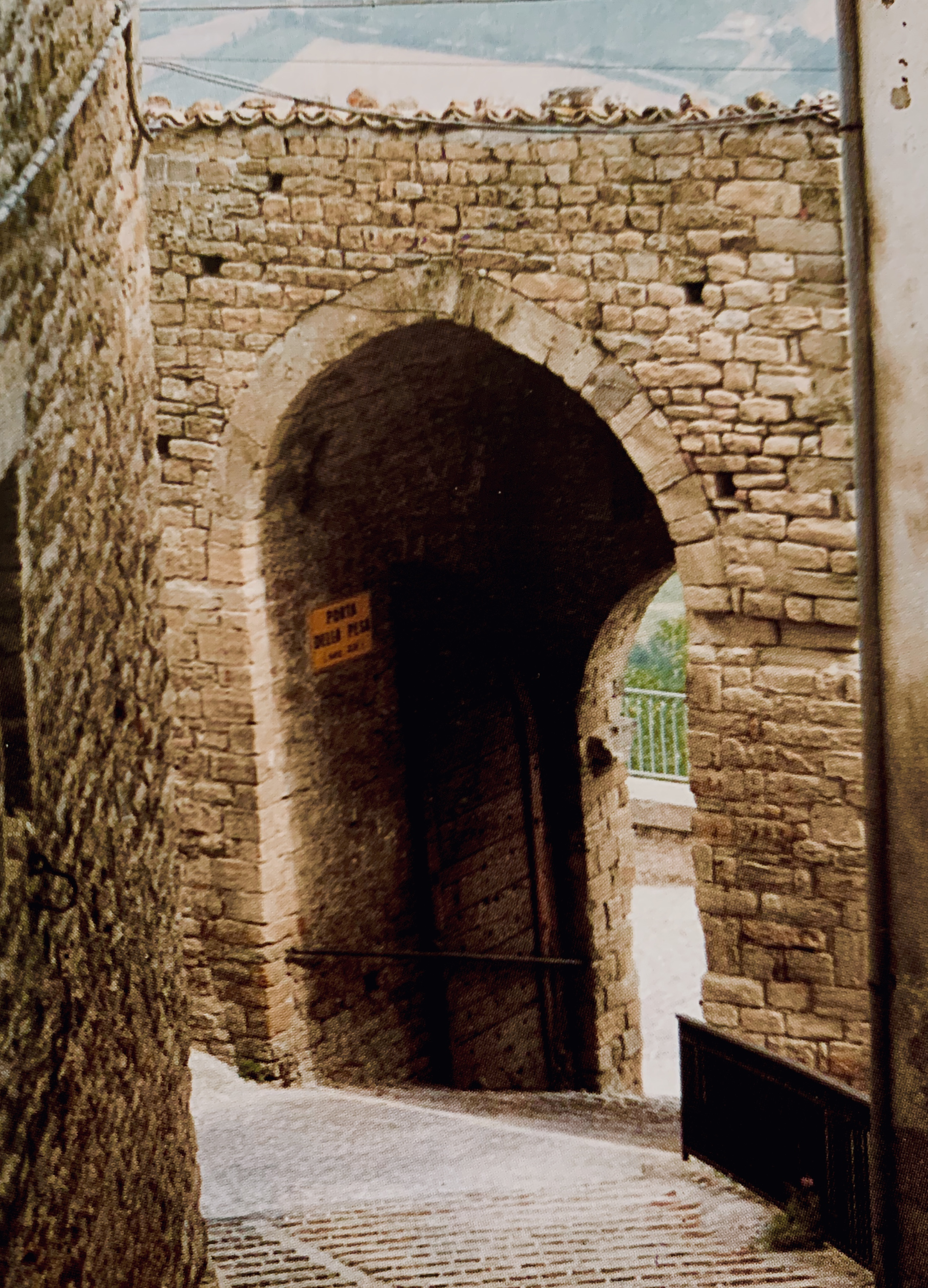
Porta della Pesa, sec. XIV

Un'iscrizione del 1354 presente presso Porta della Pesa – di cui parla lo storico pennese Giuseppe Colucci nella sua monumentale opera “Delle Antichità Picene”, Tomo XXX dedicato a Penna San Giovanni – riporta il nome di Ridolfo de’ Varani che in quell’anno era podestà del Comune.
La famiglia dei Duchi Da Varano, approfittando della debolezza politico-militare del Papa, trasferitosi ad Avignone nel 1309, guadagnò potere e dominii territoriali arrivando, verso la metà del Trecento, a esercitare la propria influenza anche sul comune di Penna San Giovanni. Si formarono in Penna due partiti opposti:
- quello di Vanne (o Vanni) di Roffino, favorevole al Varano;
- quello di Antonio Morrone, figlio di Luca, favorevole al Papato e all'azione del cardinale Egidio Albornoz.

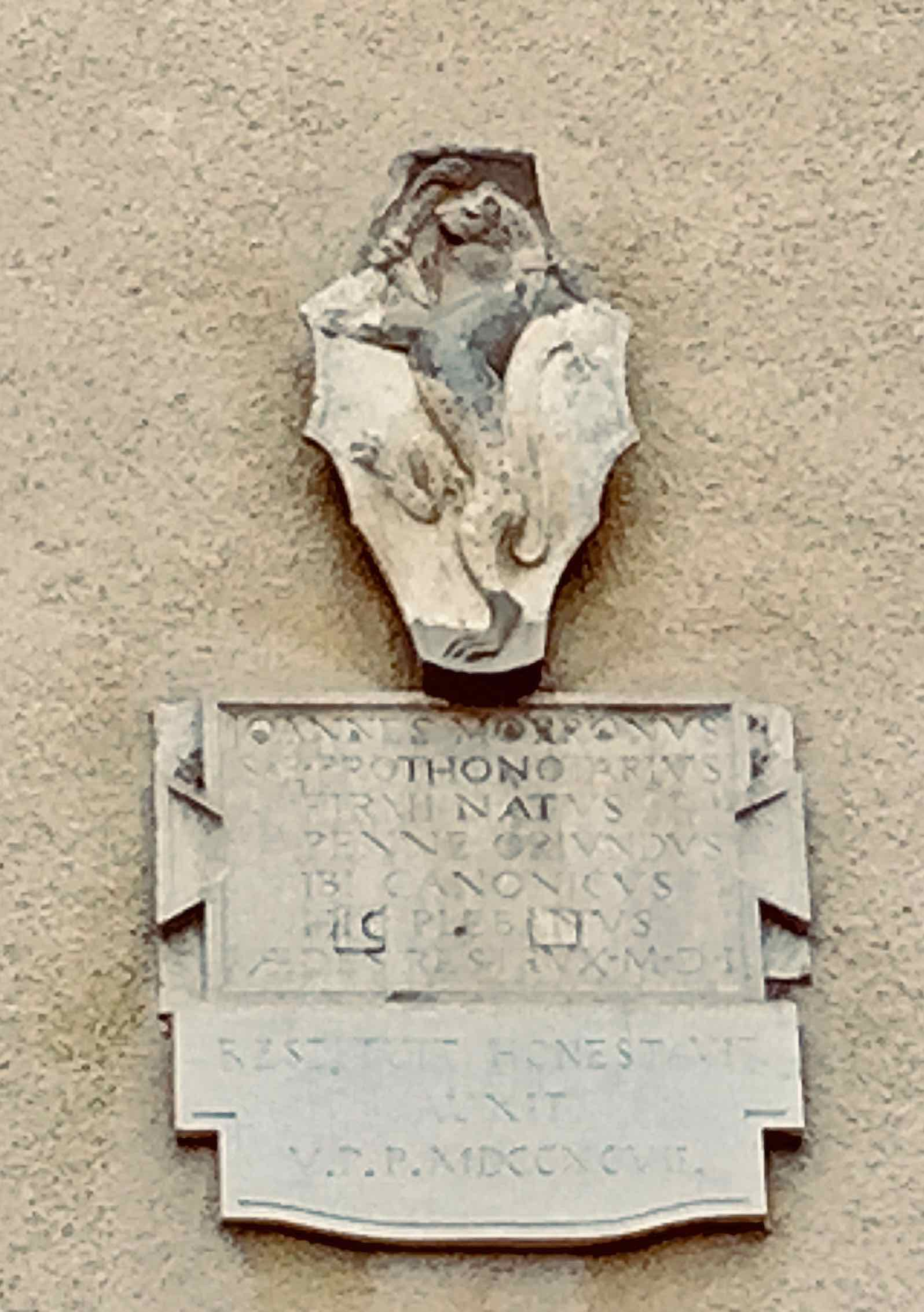
Stemma della Famiglia Morrone, un leopardo al naturale rampante che tiene con tre zampe una penna, simbolo della antica Signoria. Penna San Giovanni, Piazza del Municipio

Entrambi i contendenti erano discendenti di Monalduccio di Paganello – quindi degli antichi feudatari di Penna – e detenevano, oltre a vasti possedimenti terrieri, anche un importante ruolo politico e una certa influenza sul volgo del paese. Con Antonio Morrone assistiamo poi alla prima cognomizzazione dell’antico predicato feudale del conte Mainardo, suo antenato.
Lo scontro tra Vanne e Antonio Morrone divenne talmente aspro che il primo attentò alla vita del secondo e, non riuscendo nell’intento, gli incendiò casa e uccise diversi membri della servitù. Antonio, che era riuscito a mettersi in salvo a Fermo dove aveva già preso moglie e avuto figli, ricorse per ottenere la condanna a morte del Vanne. Tale condanna, benché osteggiata dai Varano, venne ugualmente eseguita e Vanne fu precipitato dalla rupe boreale del Monte.
La Famiglia Morrone, trasferitasi definitivamente a Fermo per opera dello stesso Antonio, venne ascritta al Patriziato fermano prima del 1380 e mantenne il titolo comitale. Tale famiglia, tra le più nobili e antiche di Fermo, si dice ora dei conti Morrone Mozzi.
Divenuto papa Bonifacio IX, i rapporti con i Varano si incrinarono in modo insostenibile. Tant'è che Bonifacio inviò nella Marca suo fratello Andrea Tomacelli, con titolo di Marchese e Gran Maresciallo, per recuperare allo Stato Pontificio quanti più possibili Comuni in dominio dei Varano. Penna San Giovanni, per la sua collocazione strategica, costituiva uno degli avamposti di maggior interesse bellico. Duro fu lo scontro; le truppe papali riuscirono a penetrare entro i confini della cittadina, senza tuttavia conquistare il castello, strenuamente difeso. I Varano ebbero tempo di riorganizzarsi: da Camerino giunsero le milizie alleate di Biordo Perugino. Presto le sorti della contesa si ribaltarono. Nel luogo del combattimento, che si ritiene fosse a ponente della rocca per i ritrovamenti di molte ossa umane, Tomacelli venne battuto e fatto prigioniero. Bonifacio IX, costretto a fare buon viso a cattiva sorte, concesse la terra di Penna San Giovanni in Vicariato a Rodolfo Varano.

### Il potere degli Sforza

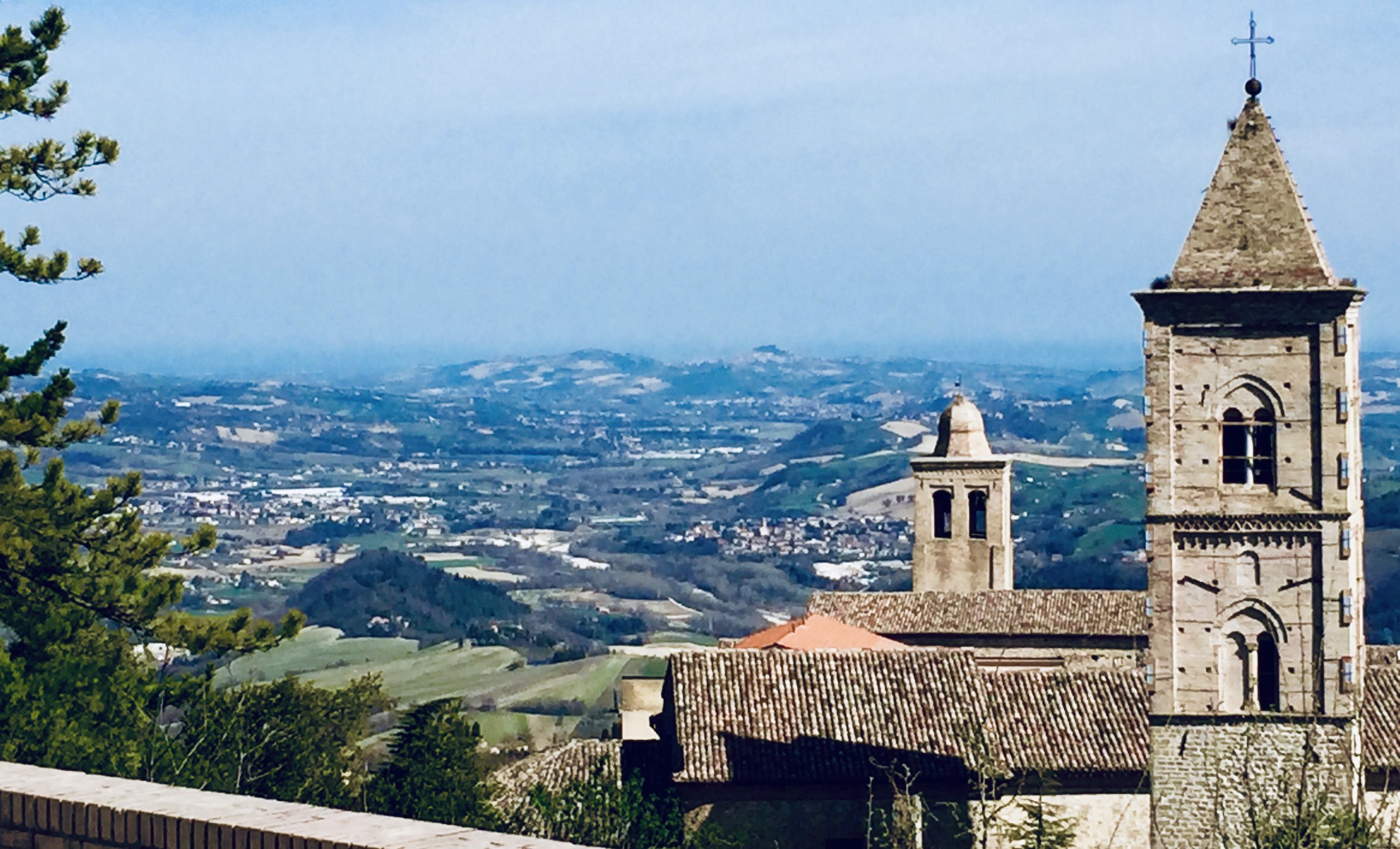
Parco Monte, veduta marina. In lontananza si può intravedere la città di Fermo, antico centro del potere papale

La signoria piuttosto opprimente della famiglia Varano, che vantò dominio anche su Firenze con Podestà Gentile I, capitolò sotto il crescente potere degli Sforza, che papa Eugenio IV aveva in grazia. Non appena essi ebbero la meglio per mano di Alessandro sui Varano, il Vicariato da costoro esercitato passò nelle loro mani, con estensione poi su tutta la Marca. A Francesco Sforza, fratello di Alessandro, fu assegnato il titolo di Gonfaloniere per l'intero territorio del Vicariato.
Che la presenza degli Sforza fosse certamente meglio tollerata dai pennesi risulta dall'accordo stipulato dalla nobile famiglia con il papato.
In esso si concede alla comunità locale la libera estrazione e vendita del sale; l'utilizzo delle rendite della Pieve di San Giovanni anche a favore della parte di popolazione indigente; inoltre, mentre i Varano imponevano a piacere loro il Vicario, gli Sforza proponevano tre persone tra le quali i pennesi avrebbero potuto effettuare la loro scelta.
Sino al 1445 gli Sforza mantennero possesso su Fermo, e non è improbabile che la stessa data indichi il termine della signoria anche su Penna.

### L'età moderna

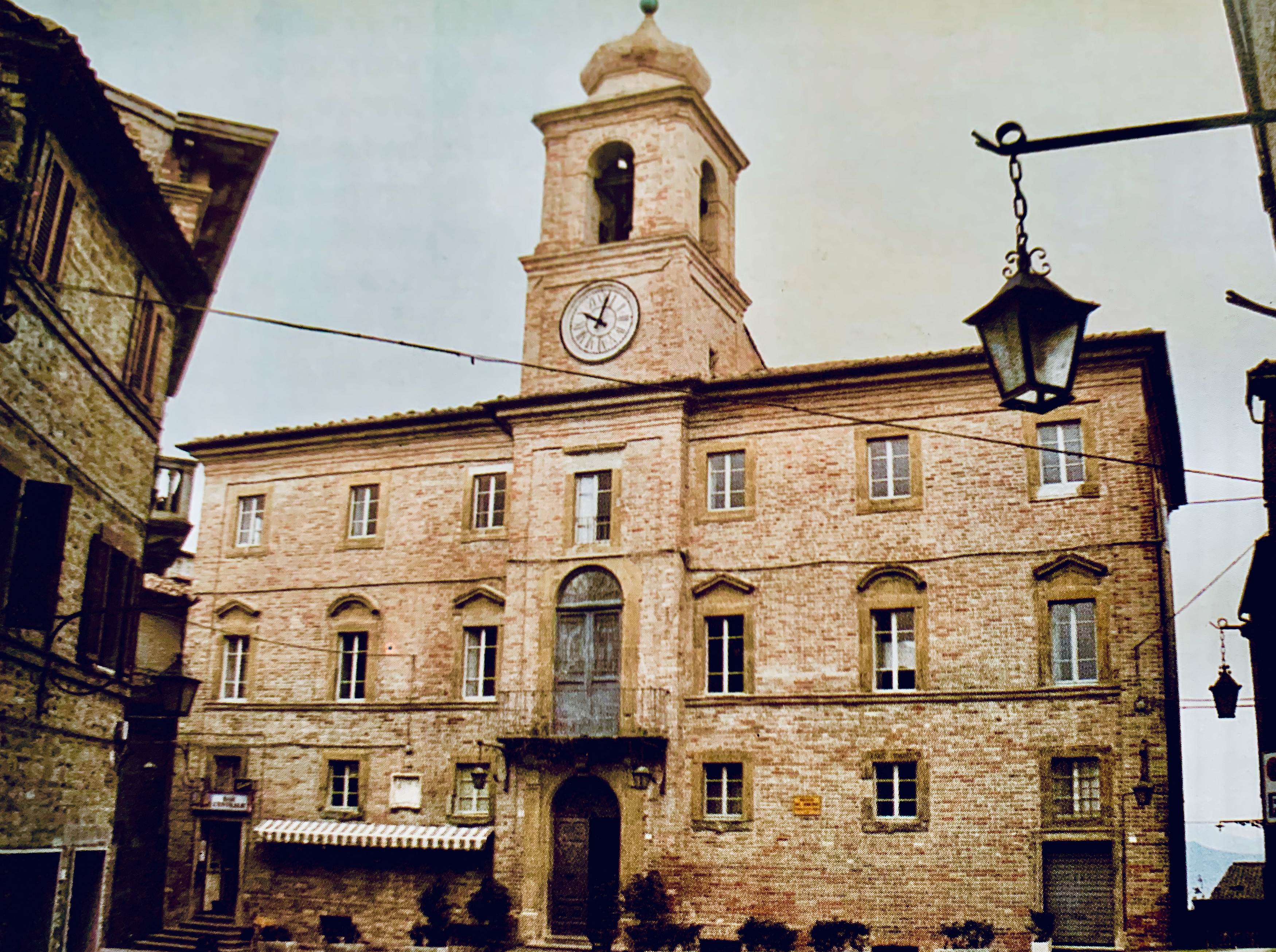
Penna San Giovanni, Palazzo Comunale, sec. XVIII

Durante il XVI secolo il paese, governato dalle leggi e dalle istituzioni pontificie, conosce un periodo di floridezza. La pieve è messa in buone condizioni con il contributo del conte Giovanni Morrone, pievano (dal 1498 al 1547) e Protonotario Apostolico appartenente alla famiglia Morrone di cui si è parlato in precedenza. Lo stesso personaggio introduce nelle campagne la coltivazione della vite a filari.
Merita inoltre considerazione la riforma dello Statuto Comunale operata nel 1582 da Cesario Mareotti, Altobello e Giovanni Antonio Fattorini, Bernardino Scipioni.
Nel tempo che intercorre tra il 1600 e il 1870 la comunità continua a governarsi con propri uomini anche se il consiglio generale diminuiva negli anni la sua importanza. Il gonfaloniere rappresenta il sommo grado ricoperto dai membri delle famiglie più ricche.

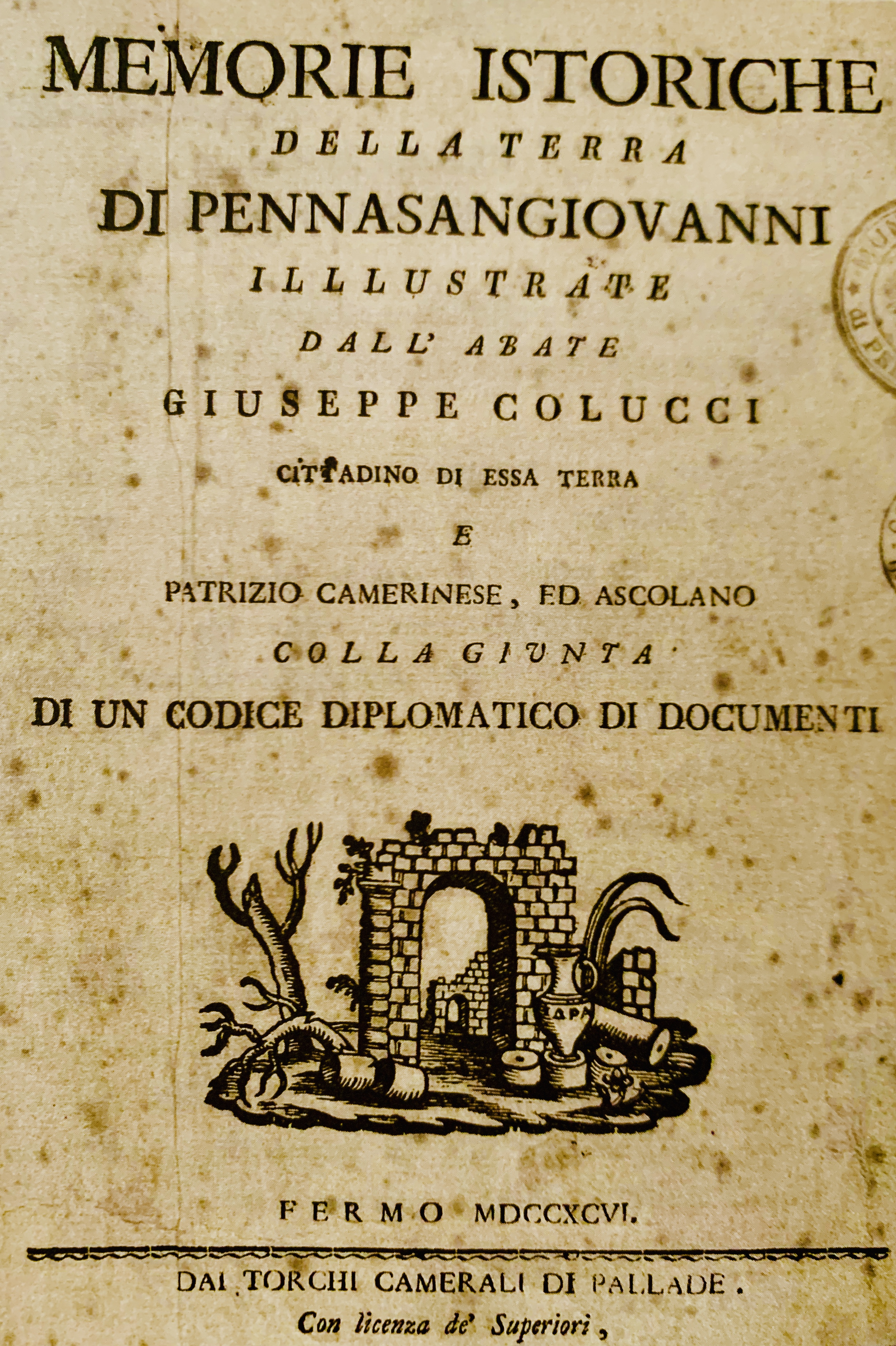
Frontespizio del Tomo XXX dell'opera "Delle Antichità Picene" scritta dall'abate Giuseppe Colucci. Fermo, 1796

Nel XVIII secolo accadono importanti trasformazioni urbanistiche; infatti non si costruisce più intorno al Girone, abbandonato da tempo, ma lungo il versante del colle esposto a mezzogiorno. L'architetto Pietro Maggi edifica il nuovo palazzo comunale, in stile neoclassico, quasi di fronte alla chiesa plebana.
Da ricordare poi, in questo contesto storico, la vita e l'opera dell'abate Giuseppe Colucci (1752-1809), illustre storico pennese, di cui resta la monumentale opera "Delle Antichità Picene", il Tomo XXX della quale è dedicato proprio alla Terra di Penna San Giovanni.
I francesi che nel 1797 avevano occupato lo Stato Pontificio, estendono le loro conquiste alla Marca, divisa in tre grandi dipartimenti. Il Dipartimento del Tronto abbracciava parte della attuale provincia di Macerata. È per Penna un periodo di declino e abbandono. Nel 1823 l'autorità ecclesiastica decide la soppressione del convento delle suore benedettine. Dopo la breve occupazione del Murat il paese ritorna sotto l'autorità legittima del pontefice. Finché nel 1860 fu annesso al Regno d'Italia.
Penna San Giovanni resta fortemente indebolita dai due conflitti mondiali del XX secolo e, nel secondo dopoguerra, si trova ad affrontare una situazione economica di grande povertà. Più della metà della popolazione era addetta all'agricoltura, dominata dall'istituto della mezzadria.
Negli ultimi quaranta anni lo sviluppo della ricchezza ha tuttavia avuto esiti favorevoli. Lo spirito di impresa, a lungo coltivato nelle campagne, ha consentito agli agricoltori di trasferire con successo le proprie risorse in altri settori produttivi, in special modo nelle calzature.
La ridotta dimensione demografica del Comune instaura un rapporto quasi familiare tra istituzioni e popolazione e consente di organizzare servizi efficienti che proteggono adeguatamente la sicurezza sociale.
Oggi Penna San Giovanni è un piccolo centro operoso legato alla riviera adriatica e alla ricettività turistica che diverrà in futuro una delle principali fonti di reddito e benessere.

### Simboli
Lo stemma e il gonfalone sono stati concessi con decreto del presidente della Repubblica del 5 agosto 1991.
Il gonfalone è un drappo di azzurro.

## Monumenti e luoghi d'interesse

### Architetture religiose

#### Pieve di San Giovanni Battista

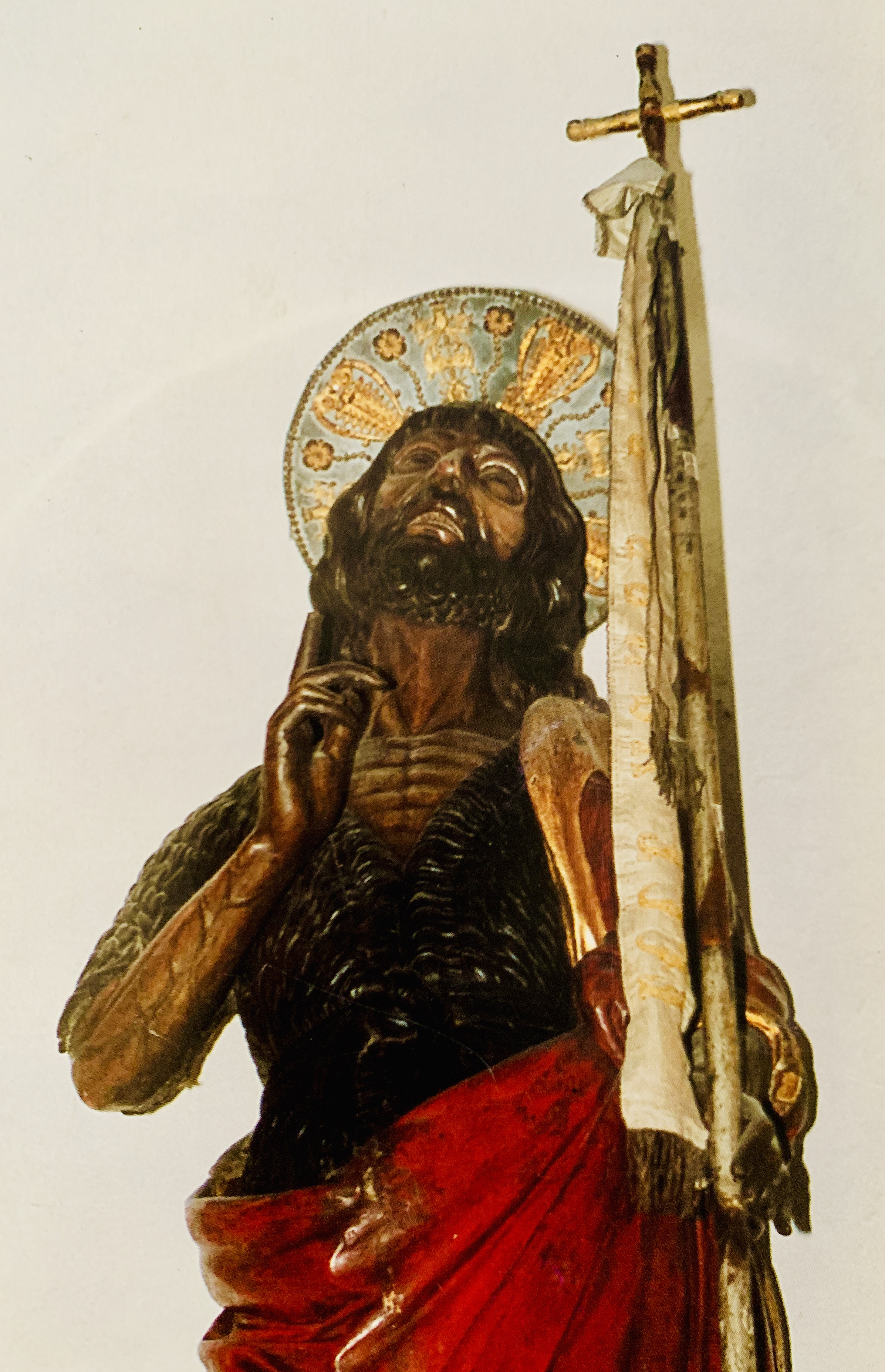
Pieve di San Giovanni, statua di San Giovanni Battista, secolo XVI

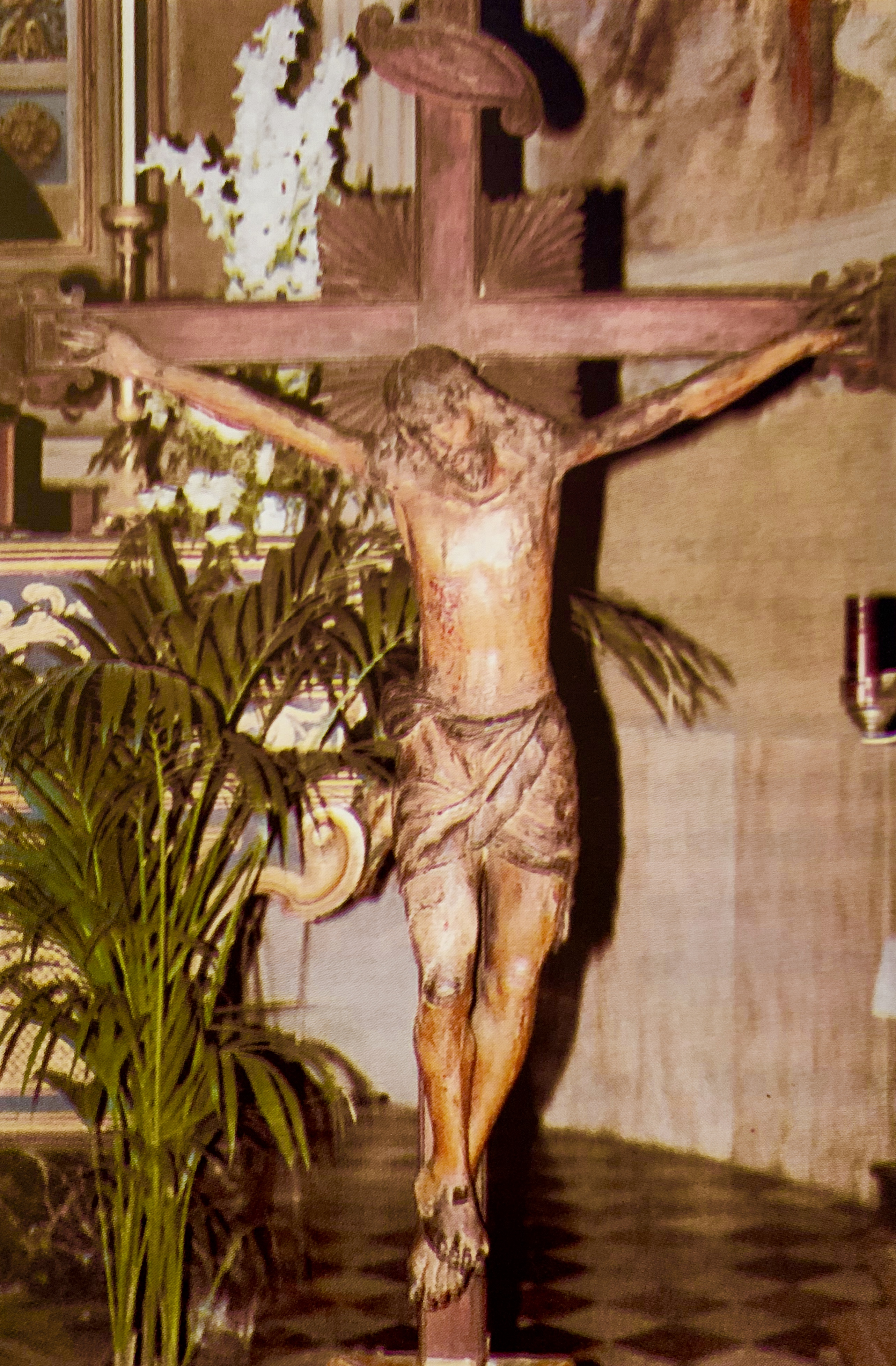
Pieve di San Giovanni, Crocefisso ligneo, secolo XVI

Di fronte al palazzo comunale insiste la splendida Pieve di San Giovanni, dedicata al patrono della cittadina pennese. Del suo costruttore abbiamo notizia certa, infatti sul portale è incisa in lingua latina un’invocazione al Signore, cui segue l’indicazione del tempo di avvio dei lavori dell’edificio e quello della ultimazione degli stessi, con la menzione della paternità attribuita al “Mastrum Georgium”. Nel 1251 la chiesa di San Giovanni era pronta per essere utilizzata, e tale privilegio spettò per primo al pievano nel 1252, così come ci racconta una lapide posta all’ingresso.
La Pieve di San Giovanni venne costruita nel sito ove già era sorta una chiesa più antica; e della fabbrica del 1251 non sono state poche le sovrapposizioni di stile, che l’occhio esperto può sceverare osservando la struttura odierna. Lasciata in stato di abbandono per quasi due secoli, dalla metà del 1300 alla fine del 1400, nel 1501 venne restaurata dal Conte Giovanni Morrone, pievano, di cui si è detto sopra. Due secoli più tardi fregi barocchi la ornarono; nel 1982, oltre a lavori di consolidamento dell’edificio, si provvide a ripristinare sulla facciata principale la caratteristica meridiana solare.
Al suo interno si possono ammirare:
- organo e fonte battesimale risalenti al XVIII secolo;
- statua in memoria di San Giovanni Bosco;
- statua settecentesca che ritrae la Madonna di Loreto;
- serie di pannelli raffiguranti la Via Crucis probabilmente opera di Antonio Liozzi. Tali pannelli sono stati trafugati nel 1994 e successivamente rimpiazzati con delle riproduzioni;
- dipinto che ritrae il Battesimo di Gesù, sec. XVIII, sempre opera del Liozzi. Peculiarità pittoriche sono la figura del Padre Eterno e il disegno delle nubi;
- Crocefisso ligneo, sofferente nell’espressione e con il viso piegato sul costato ferito. È comune accordo che l’opera d’arte sia di mano cinquecentesca, seppure non ne sia stata possibile a oggi l’identificazione. Il Crocefisso è molto venerato dai credenti;
- altare maggiore, imponente e prezioso; le decorazioni del tabernacolo, molto curate e abbondanti, sono in vernice d’oro;
- statua lignea del patrono San Giovanni Battista. L’intaglio su cedro del Libano è stato attribuito a Desiderio Bonfini da Patrignone ed è stato datato al XVI secolo. Il Colucci scrive che la statua “formerebbe una rarità in qualunque città”. L’intagliatore dimostrò notevoli conoscenze d’anatomia: l’opera, perfetta per proporzioni nonostante sia più alta delle misure naturali, nel taglio delle braccia, dell’ossatura, delle vene e delle gambe rivela un sapere approfondito.
- sullo sfondo, l’affresco centrale rappresenta una scena della predicazione di San Giovanni Battista. Di esso va ammirato in particolar modo il senso prospettico semicircolare;
- ai lati altri affreschi più recenti opera del Pavisa che diede atto all’ispirazione con linee classiche nel 1939. L’affresco alla sinistra della statua del Battista riprende il motivo della decapitazione con forza espressiva: il giustiziere tiene nella mano la testa della sacra vittima, il cui corpo esangue giace a terra.[22]

#### Chiesa di San Francesco
Nei pressi del Teatro Comunale si possono visitare la chiesa e il Convento di San Francesco. L'iscrizione scolpita nella facciata frontale della chiesa informa che l'architetto fu Salino Lombardo, e che i sacri luoghi furono edificati per i frati dell'Ordine francescano nel 1457. La chiesa fu poi completamente ristrutturata nel 1729.
L'ingresso del convento è costituito da un corridoio illuminato dalla luce che entra da un'ampia grata, al di là della quale ci sono le tracce di quello che fu il chiostro del convento. Al centro di esso il pozzo e intorno il loggiato coperto a crociere ribassate.

La chiesa, di aspetto settecentesco, che presenta altari della stessa epoca, doveva essere stato affrescato già dal tardo Quattrocento. Dietro l'altare con statua in gesso di Santa Rita si trova infatti un affresco mutilo che rappresenta lo Sposalizio mistico di Santa Caterina, assegnabile a Lorenzo di Giovanni de Carris e forse dei primi anni trenta del Cinquecento. All'interno dell'altare esattamente di fronte, si vede un altro affresco con una Madonna del Soccorso con un donatore che si affaccia da una finestra (forse il Giovanni Petroni di cui è il nome in basso, anch'esso attribuibile a Lorenzo di Giovanni e probabilmente degli stessi anni. Una nicchia ad arcosolio piuttosto profonda da essere lo spazio di una sepoltura, è anch'essa affrescata con al centro una Pietà e alle pareti laterali a sinistra un San Nicola da Tolentino e a destra un San Francesco e può attribuirsi anch'essa a Lorenzo di Giovanni, forse un po' più tardi, alla metà del quarto decennio.

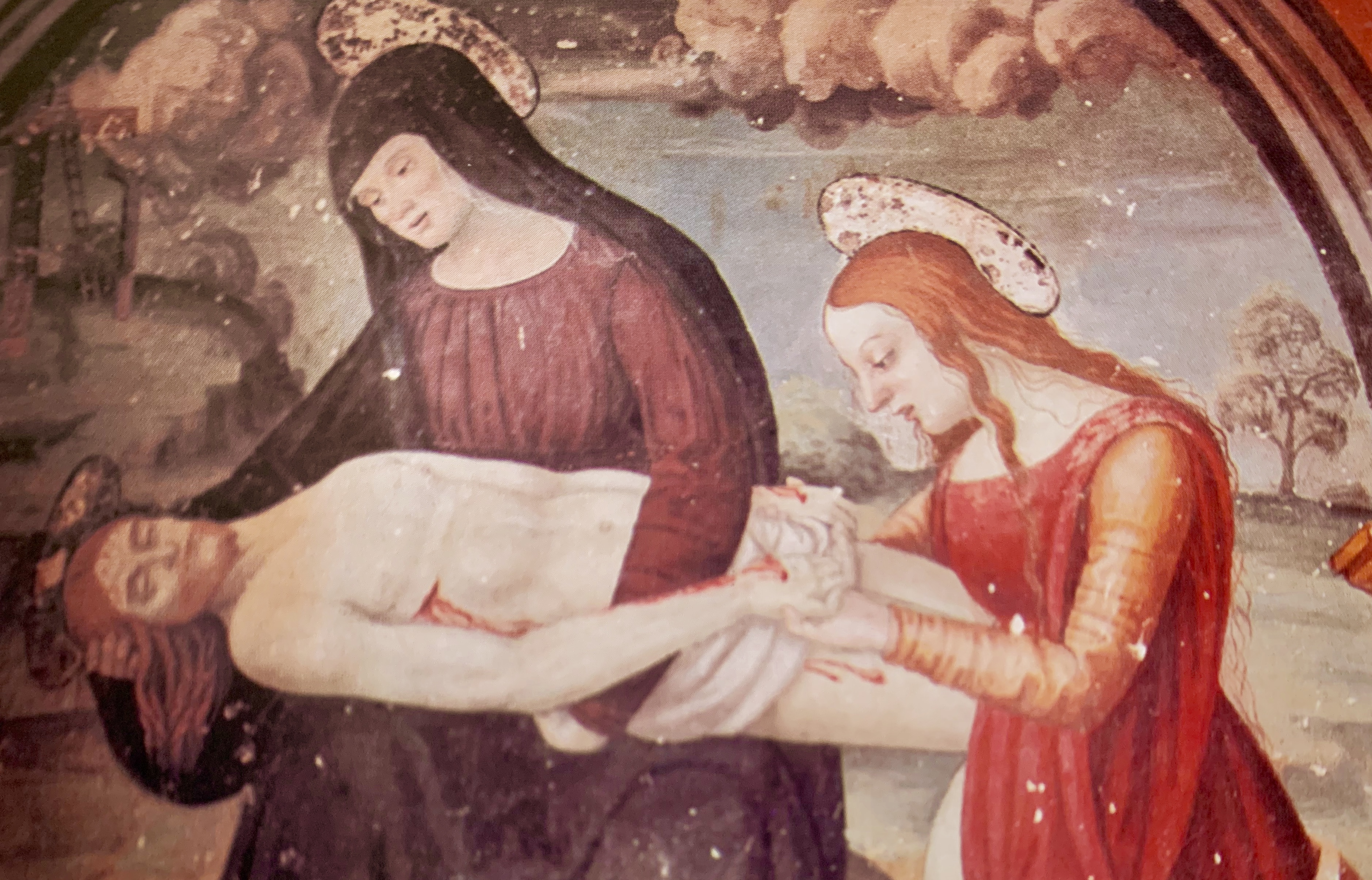
Penna San Giovanni, Chiesa di San Francesco. Il Cristo morto viene deposto nel Santo Sepolcro: l'opera è del XV secolo.

Una balaustra ornata dallo stemma francescano, con una croce fra due braccia nude divide la navata dal presbiterio, nel quale, dietro all'altare maggiore, è uno splendido coro ligneo intagliato in noce del Duecento. Nell'urna restaurata sono esposte le reliquie del Beato Giovanni, citato anche nei Fioretti di San Francesco. A sinistra il dipinto dell'Assunta è datato all'anno 1753 ed è firmato da Antonio Liozzi.
Fregi barocchi fanno da cornice alla settecentesca statua della Madonna con Bambino, ai piedi della quale si notano piccole bandiere con simboli tipicamente ottomani. allusioni alla vittoria sull'Impero ottomano nella Battaglia di Lepanto. A lato, il dipinto che rappresenta la Deposizione di Cristo è un'opera quattrocentesca di autore ancora ignoto. Sulla parete opposta alla Madonna col Bambino un quadro, probabilmente del Liozzi con il Beato Giovanni offre la cittadina alla Madonna del Pianto. Più elevato, si trova un altro dipinto anonimo, probabilmente anch'esso del Settecento raffigurante la Fuga in Egitto.
Per la chiesa era stato dipinto tra 1497 e 1501 da Vittore Crivelli un polittico oggi smembrato ma rimasto sull'altare maggiore della chiesa almeno fino al 1728: era composto da una Madonna in trono con il Bambino e due angeli (oggi ad Avignone, Musée du Petit Palais; un San Bonaventura e un San Ludovico di Tolosa (Amsterdam, Rijksmuseum); un San Giovanni Battista e un San Francesco (Bassano del Grappa, collezione Bussandri).

#### Chiesa di Santa Filomena
Nei pressi della Porta Marina si trova la Chiesa di Santa Filomena. Tale chiesa venne inizialmente intesa come parte di un Monastero. È a navata unica, ornata da molti dipinti. La Santa è ritratta in un dipinto che sta dietro all'altare absidale; e ancora, al di sopra di un altro altare sul lato sinistro. Filomena, in quest'ultima opera artistica è raffigurata insieme al Crocefisso.
La Sacra Famiglia che vi si ammira, inoltre, è con tutta probabilità del seicentesco Giovanni Battista Salvi, detto il Sassoferrato, pittore anconetano dal gusto classicheggiante e tendente a un eletto purismo.
La statua vicino all'altare maggiore è quella della Madonna del Pianto, con i caratteristici sette pugnali che le trafiggono il cuore. L'antica pavimentazione è in cotto.

### Architetture civili

#### Palazzo Priorale
Al civico n. 11 di Corso Giuseppe Colucci, si trova il complesso edilizio del Palazzo Priorale: centro di vita culturale e persino economica della località. La sua edificazione venne ultimata nel 1276; ce ne dà testimonianza una lapide posta inizialmente sopra la porta d'entrata del Teatro pubblico, e custodita adesso all'interno del Municipio.
A seguito della costruzione al suo interno del Teatro e dello spostamento della sede del Municipio, collocato di fronte alla Pieve di San Giovanni, l'edificio cambiò destinazione e venne utilizzato esclusivamente come teatro.

#### Teatro Comunale
Il Teatro Comunale , edificato intorno al 1780 all'interno del Palazzo dei Priori, è una sala teatrale in stile barocco, di modeste dimensioni, progettata e realizzata quasi interamente in legno dal pittore locale Antonio Liozzi (1730-1807). Lasciato per anni in disuso e in stato di abbandono, è stato recuperato nel 1985.
Fino al momento del restauro, il teatro veniva ovunque citato come "Comunale" o "Teatro Pubblico" (Colucci).Dopo il 1993, compare la denominazione "Flora", coniata dall'allora sindaco però mai confermata con atti ufficiali, quale omaggio per le "grazie" ricevute dalla componente di una compagnia di saltimbanchi che, alla fine della seconda guerra mondiale, ebbe modo di esibirsi nel teatro.

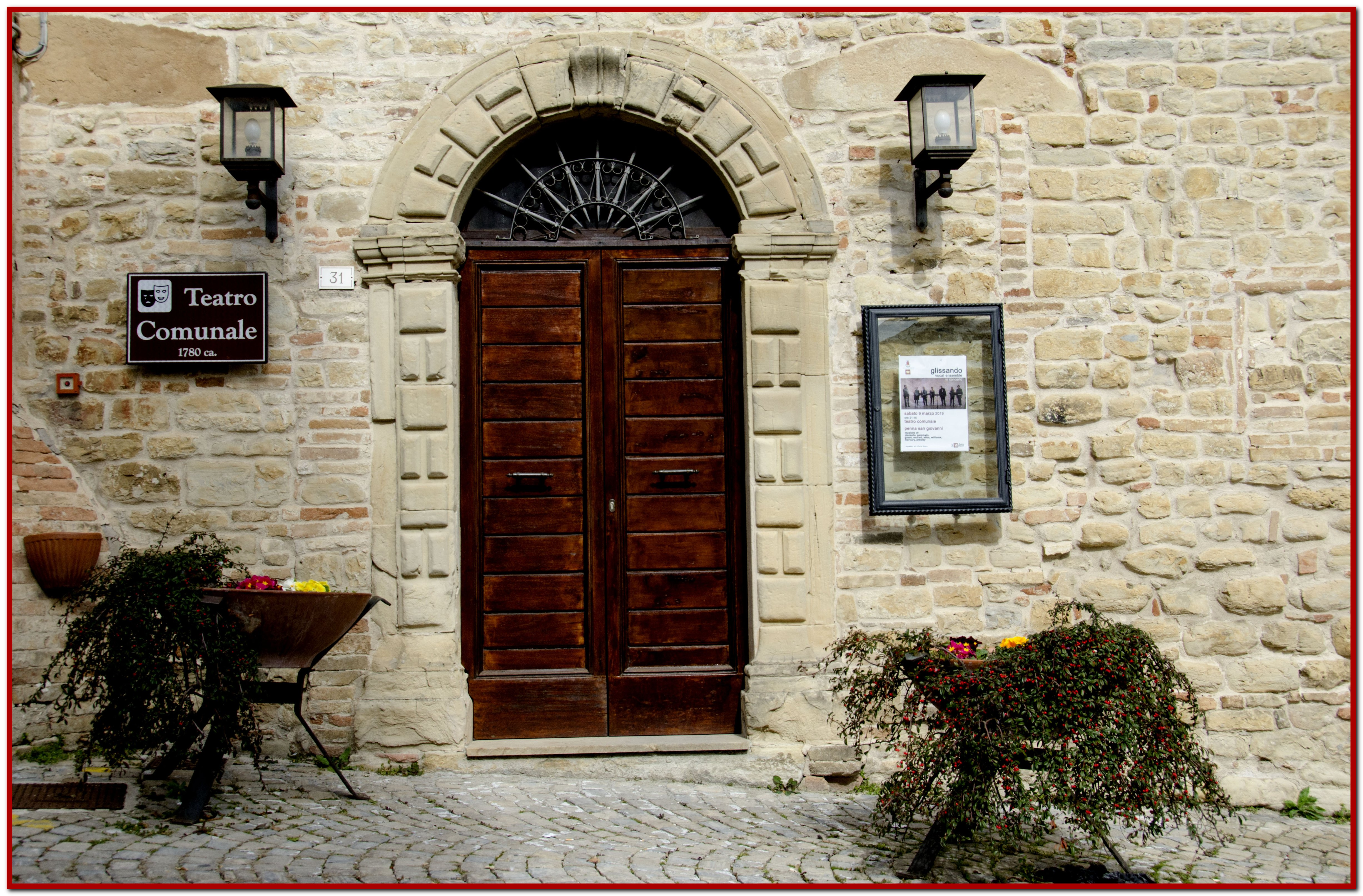
L'ingresso del Teatro
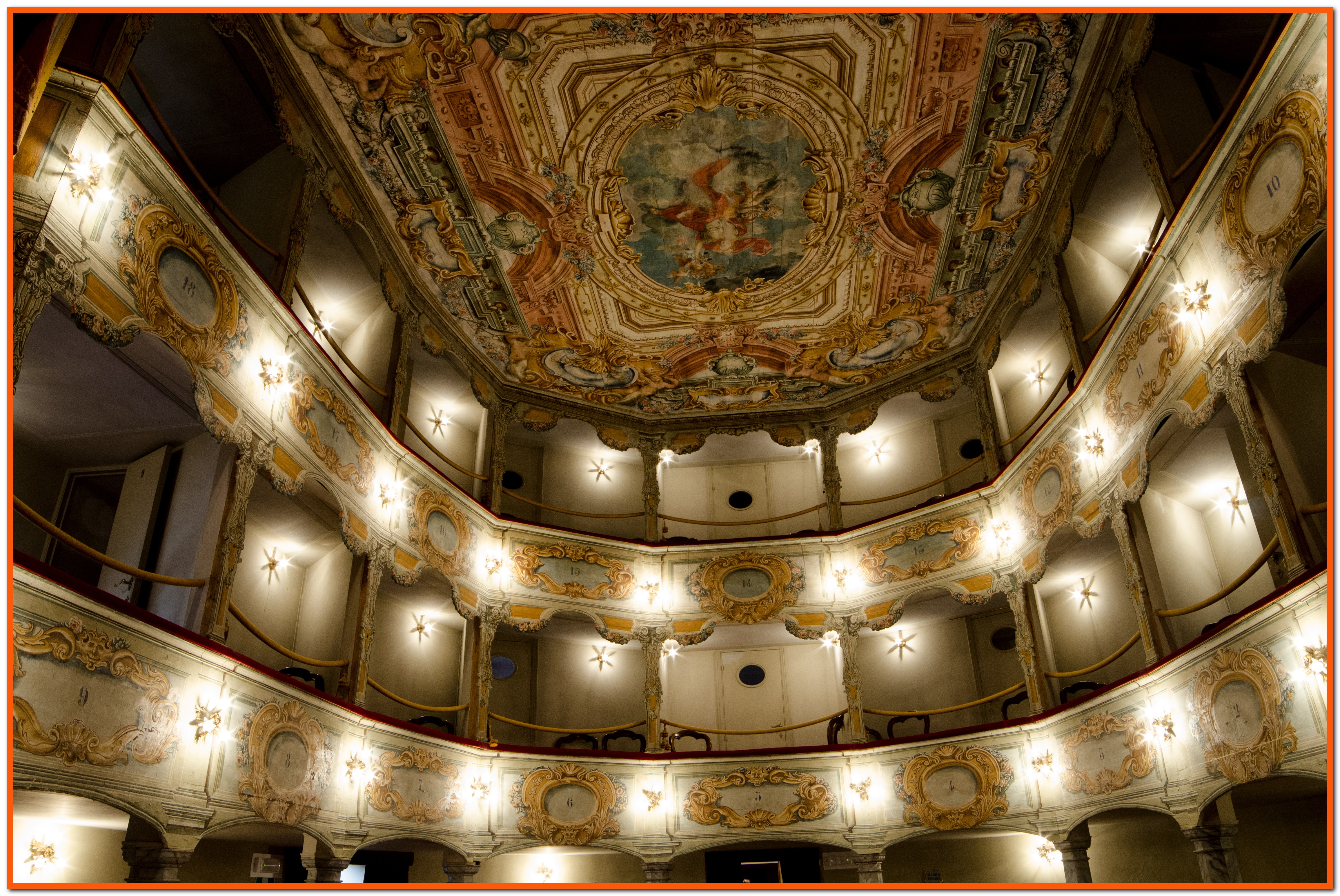
Palchi e soffitto
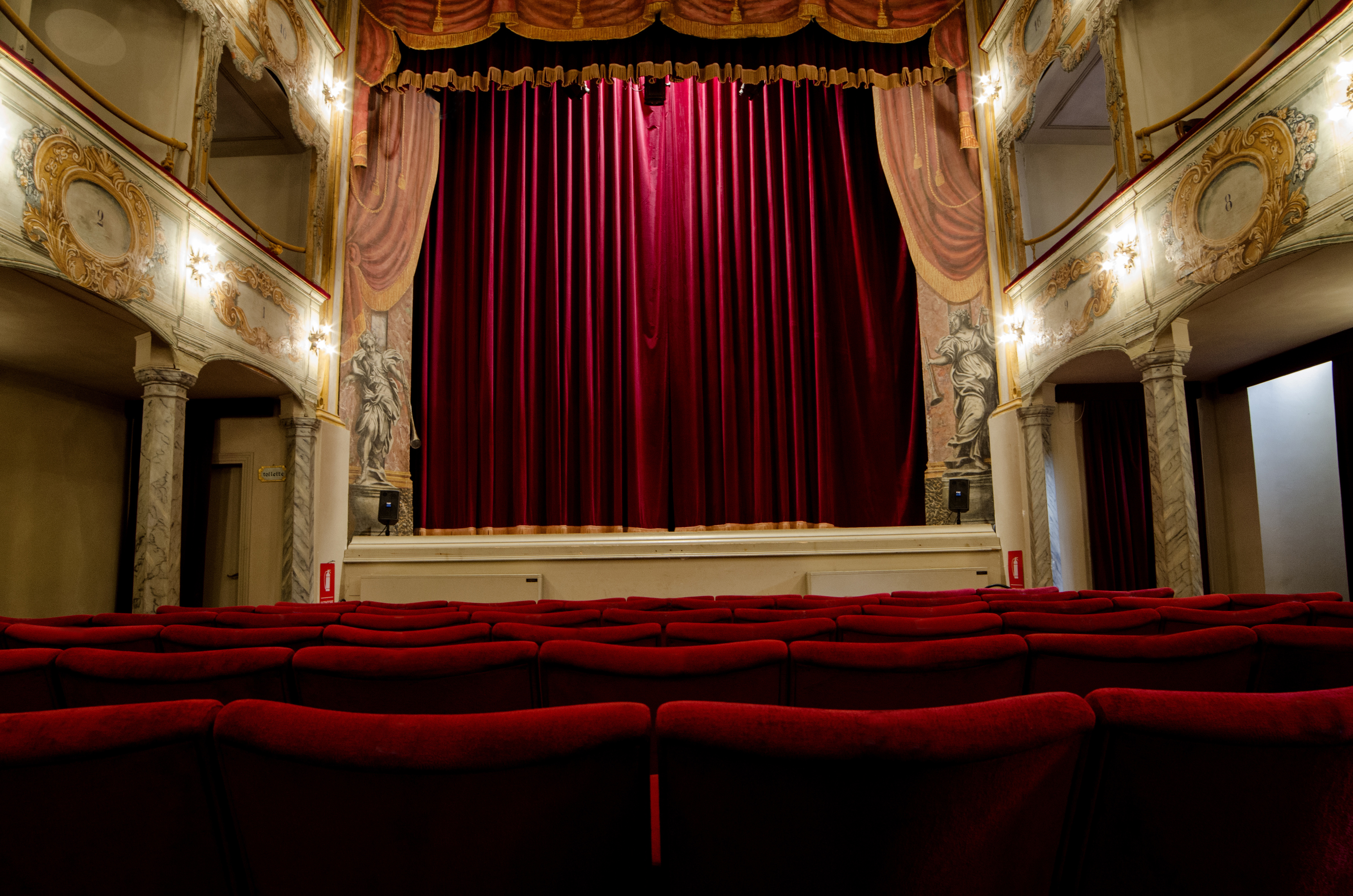
Vista dalla platea
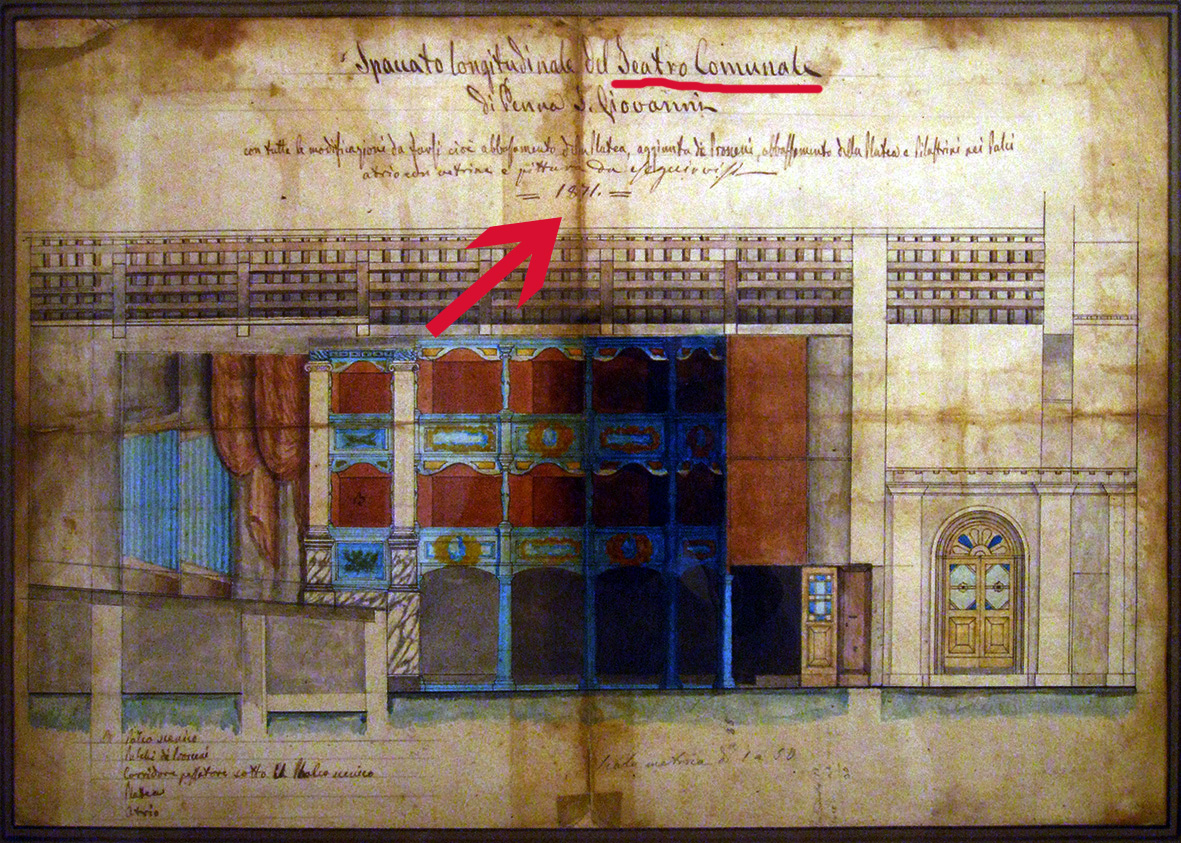
Disegno, del 1871, presente all'interno,  con la definizione "Teatro Comunale"
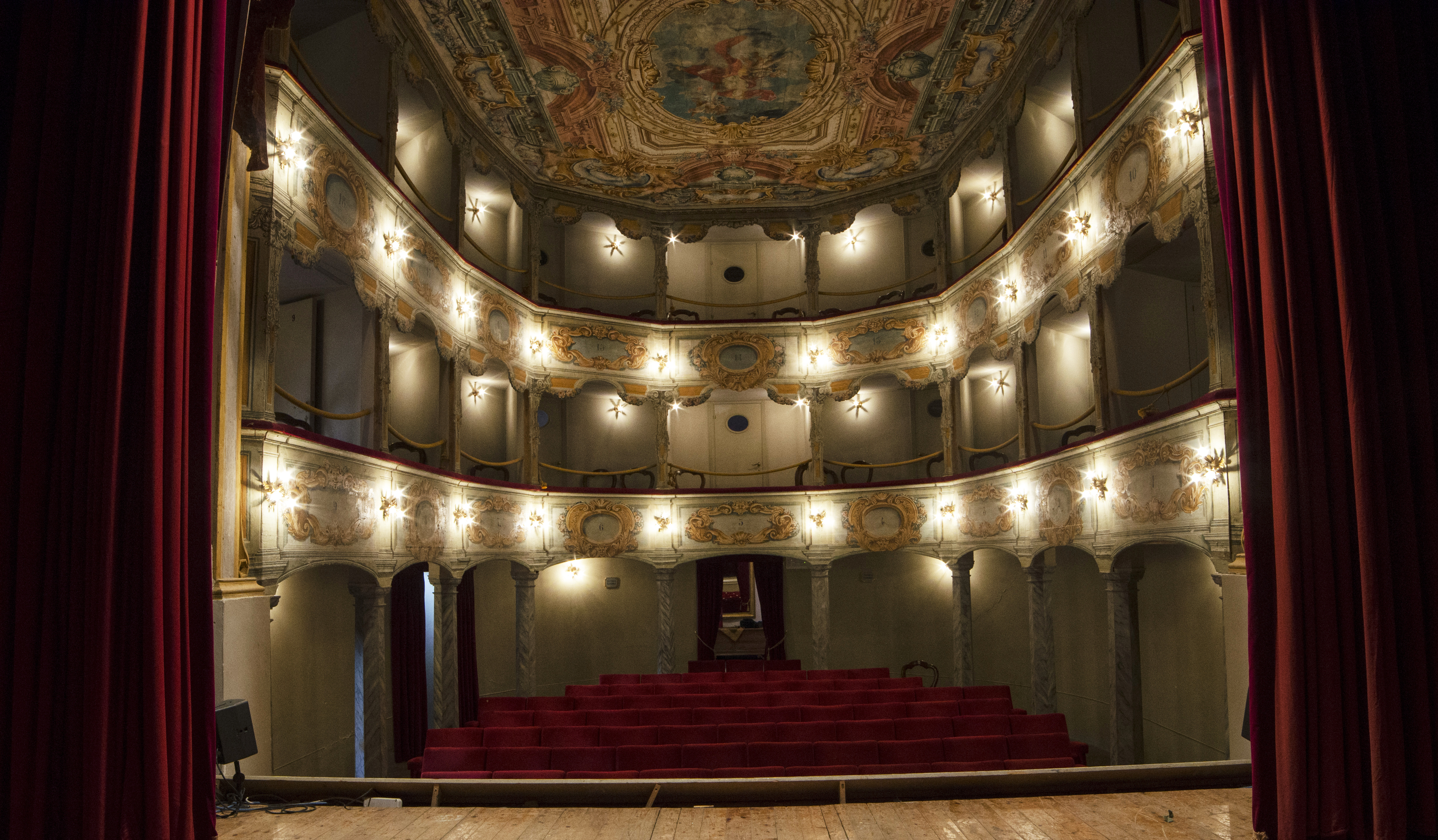
Vista dal palcoscenico

#### Parco Monte
Il Parco Monte è situato nel luogo più elevato di Penna San Giovanni. Lo si raggiunge percorrendo un viale che, partendo dal retro dell’abside della Pieve di San Giovanni, risale gli ultimi metri del Monte e conduce alla vetta di esso.
Lungo il percorso si incontra, in un anfratto immerso nella fitta vegetazione, il monumento ai caduti della Grande Guerra. Più sopra, al margine destro del sentiero, si possono scorgere dei terrazzamenti nel terreno, residuo delle antiche mura che cingevano l’antico Cassero eretto nel periodo altomedievale; numerose pietre, evidentemente ordinate dalla mano dell’uomo, ne sono memoria.
Salendo ancora – a sinistra della strada percorsa si può godere una vista sul borgo di Penna San Giovanni, le sue torri e, più in lontananza, su tutta la valle del Tenna fino a Fermo e alla costa adriatica – e percorrendo l’ultimo ripido tratto di salita, si giunge al punto più alto del Monte. Quello su cui, fino al secolo XIX, sorgeva la Chiesa di Santa Elisabetta sulle cui rovine poi, a fine secolo, fu eretto uno chalet che si auspica di trasformare, profittando della sua posizione, in un Osservatorio Panoramico. Già da qui si può godere una vista a 360 gradi su tutto il territorio circostante, specie sui colli pedemontani e sui Monti Sibillini.
Due passi ancora e nello spazio verde seguente, protetta in una recinzione, si può scorgere la Rocca, o meglio, quel che resta di una solida torre di avvistamento che sul posto sorgeva anticamente. È questo il luogo più antico e, insieme, più evocativo di Penna San Giovanni. Richiamo di storia e di un mondo, quello feudale, che rivive in uno dei suoi luoghi simbolo.
Poi una splendida terrazza sui Sibillini. Ultimo spazio del Parco, da questa balconata circolare in pietra si scorgono i maestosi profili montani e quelli delle cittadine di Sarnano, San Ginesio, Sant'Angelo in Pontano, Falerone; più ancora in lontananza sbucano sfumate le linee degli incasati di Loro Piceno e di Macerata. E in ultimo una vista sul Monte Conero.

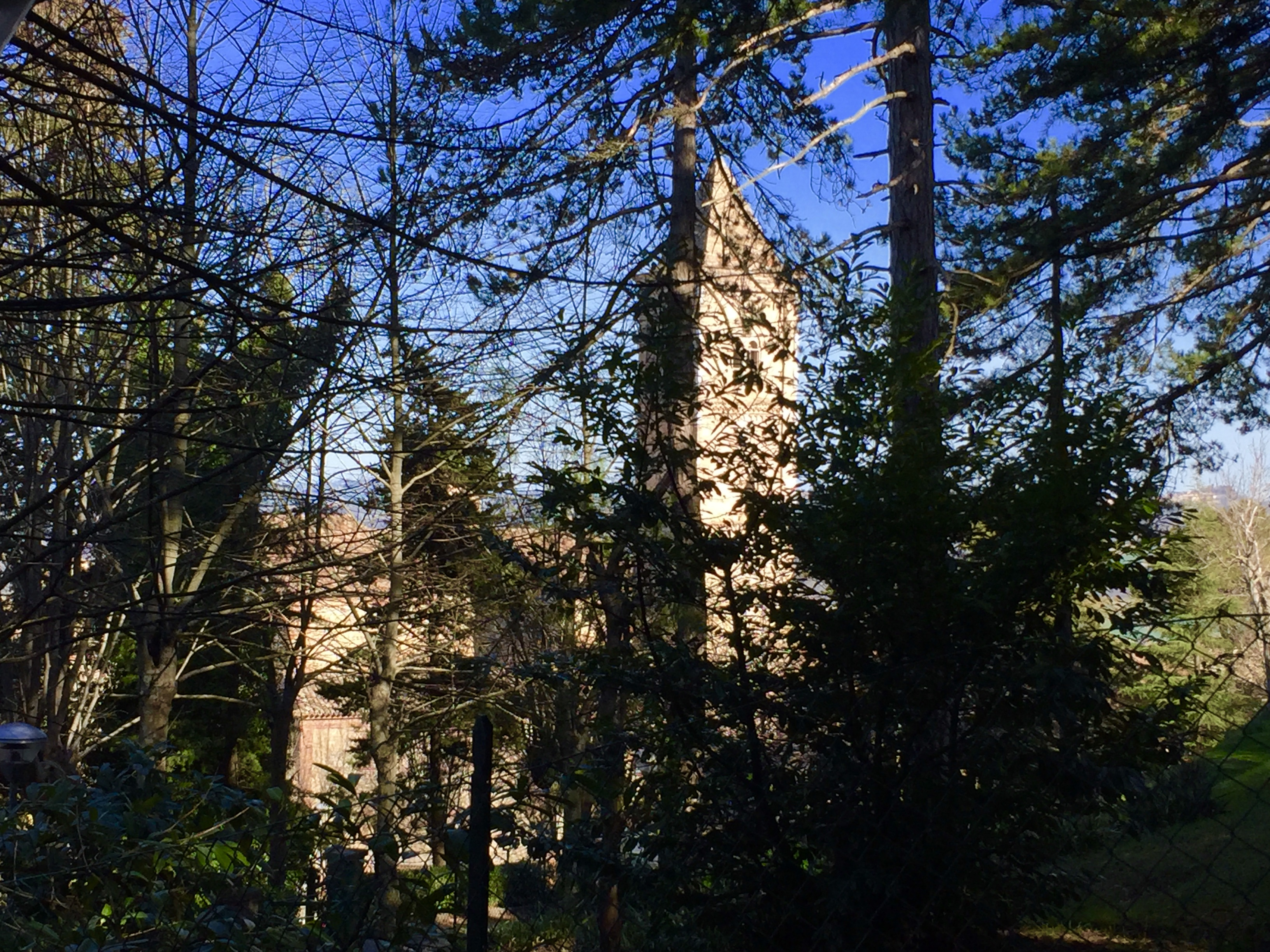
Il borgo di Penna San Giovanni visto dal Monumento ai caduti
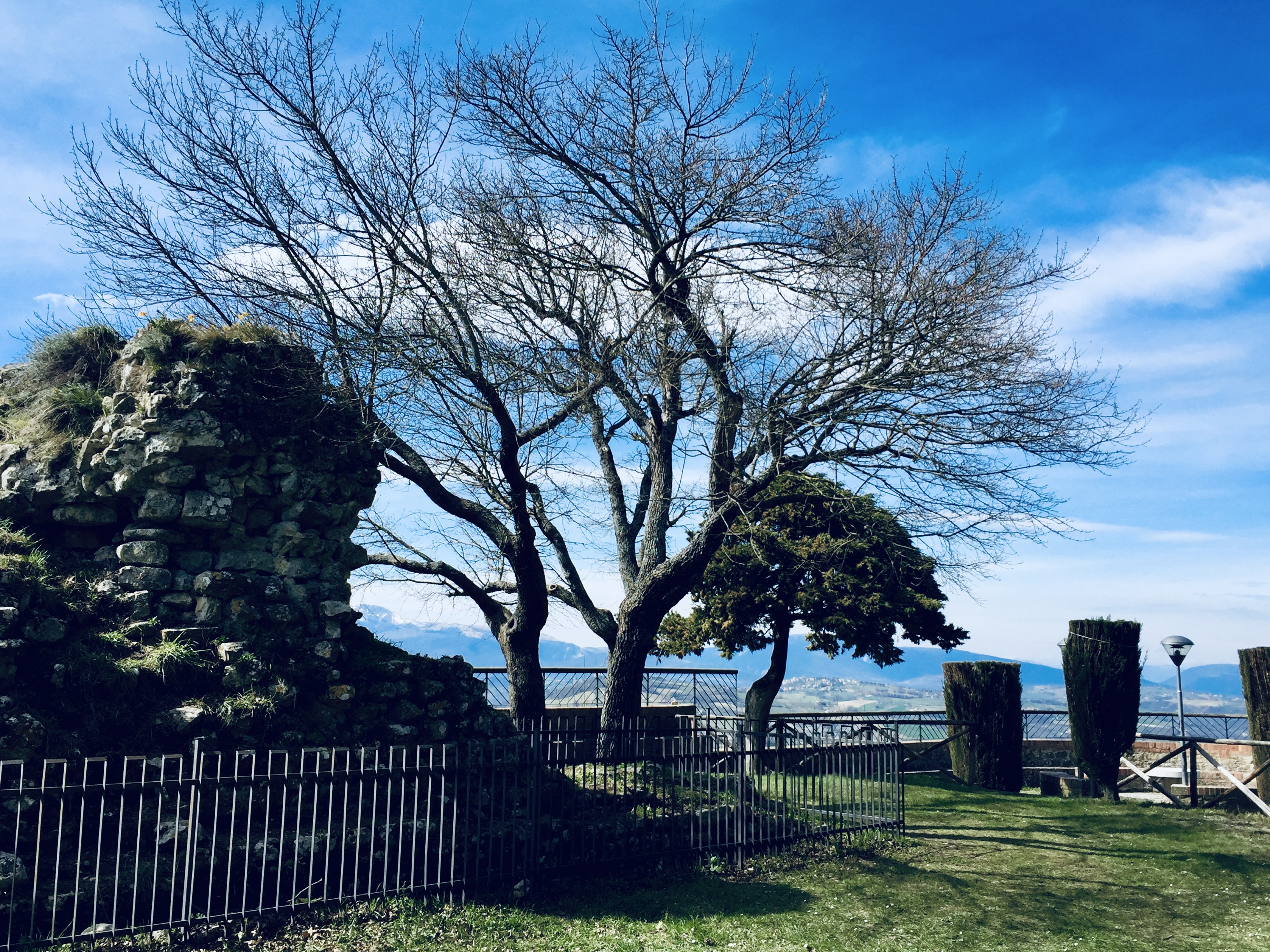
Parco Monte, Rocca

#### Parco sorgenti termali di Villa Saline

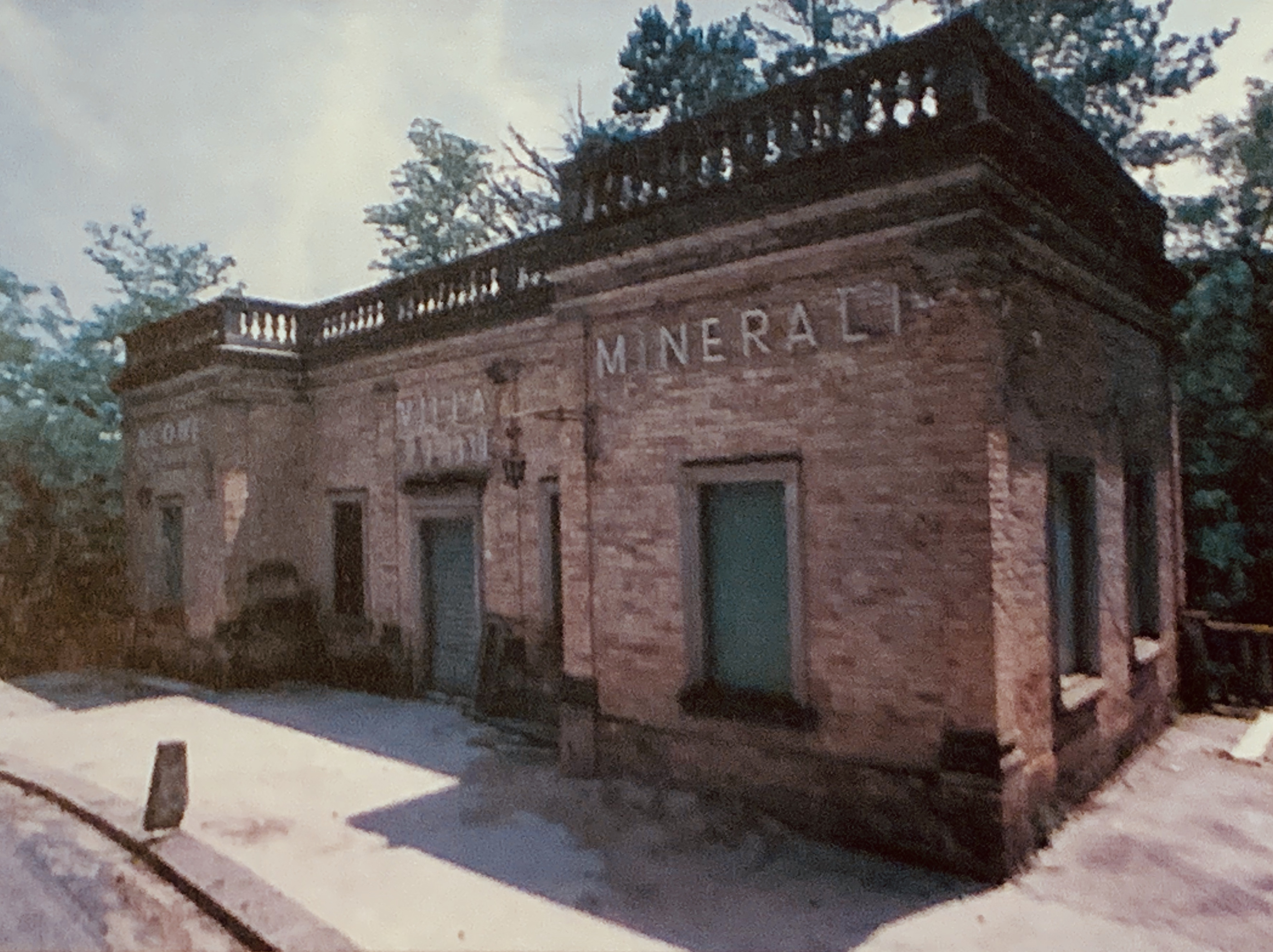
Lo stabilimento di distribuzione delle acque termali alla fine degli anni '90

Dal torrente Salino, per privilegio particolare dato dai Sommi Pontefici, la comunità pennese godeva il diritto di estrarre tutto il sale occorrente al fabbisogno della popolazione dalle vene di acqua salata che sgorgavano dal torrente Patenetta che si getta nel Salino. In quel luogo esistevano le Saline Pontificie. Intorno sorgevano numerosi edifici per ospitare il personale addetto alla fabbricazione e alla conservazione del sale, nonché molte stalle e fienili per gli animali da soma, che erano adibiti al trasporto della preziosa sostanza minerale.
La conoscenza delle acque risale al 1876, quando il prof. Francesco Selmi dell'Università di Bologna, per incarico dell'ing. Stanislao Mazzoni, che voleva creare un'industria per l'estrazione dello iodio nella località, trovò che tali acque contenevano alta percentuale di iodio. Ma l'uso prevalentemente terapeutico delle acque risale al 1905 ed è dovuto al cav. Umberto Gentilucci che isolò le quattro sorgenti e fece eseguire il primo esame chimico. Le indagini ebbero esito positivo e vene costruito uno stabilimento adibito alle cure termali e l'albergo per alloggiare i forestieri.
L'iniziativa incontrò una fase di declino nel secondo dopoguerra e il comune nel 1987 si vide costretto a espropriare le fonti per la pubblica utilità. L'atto di compravendita risale al 29 luglio di quell'anno.
Ai giorni nostri, con la costruzione della "Salino-Terme", si progettano interventi per valorizzare le sorgenti minerali come occasione di crescita per le popolazioni interessate.

## Società

### Evoluzione demografica
Abitanti censiti

## Amministrazione
| Periodo         | Periodo         | Primo cittadino       | Partito                             | Carica                     | Note   |
| --------------- | --------------- | --------------------- | ----------------------------------- | -------------------------- | ------ |
| 25 giugno 1988  | 7 giugno 1993   | Fernando Quinti       | Partito Liberale Italiano           | Sindaco                    | [ 30 ] |
| 7 giugno 1993   | 22 gennaio 1994 | Ruggero Cecchetti     | Lista civica                        | Sindaco                    | [ 30 ] |
| 22 gennaio 1994 | 12 giugno 1994  | Stefano Burocchi      | Indipendente                        | Vicesindaco - Sindaco f.f. | [ 30 ] |
| 13 giugno 1994  | 25 maggio 1998  | Stefano Burocchi      | Partito Popolare Italiano           | Sindaco                    | [ 30 ] |
| 25 maggio 1998  | 28 maggio 2002  | Stefano Burocchi      | Centro-destra                       | Sindaco                    | [ 30 ] |
| 8 giugno 2002   | 29 maggio 2007  | Emanuele Crisostomi   | Centro-destra                       | Sindaco                    | [ 30 ] |
| 29 maggio 2007  | 7 maggio 2012   | Emanuele Crisostomi   | Lista civica                        | Sindaco                    | [ 30 ] |
| 7 maggio 2012   | 24 maggio 2017  | Giuseppe Mancinelli   | Lista civica                        | Sindaco                    | [ 30 ] |
| 24 maggio 2017  | 10 giugno 2018  | Maria Giulia Minicuci |                                     | Commissario prefettizio    | [ 30 ] |
| 11 giugno 2018  | 14 maggio 2023  | Stefano Burocchi      | Lista civica "PSG Burocchi sindaco" | Sindaco                    | [ 30 ] |
| 15 maggio 2023  | in carica       | Stefano Burocchi      | Lista civica "PSG Burocchi sindaco" | Sindaco                    | [ 30 ] |

## Sport
La squadra di calcio della Pennese (colori sociali bianco e blu) disputa la Seconda Categoria e gioca le partite casalinghe al campo sportivo "Andrea Dezi" di Penna San Giovanni, campo intitolato al portiere della squadra scomparso.
Nella stagione 2012-2013 perde la finale di Coppa Marche di Terza Categoria della provincia di Macerata contro la Juventus Club di Tolentino.
Al termine del campionato di Terza Categoria 2014-2015 ottiene la promozione tramite i play off, ma retrocede dopo solo una stagione.